# 9454 Ardeishar
9454 Ardeishar este o planetă minoră (asteroid), cu un diametru de 6,717 km, din centura de asteroizi. A fost descoperită pe 20 martie 1998 la Experimental Test Site⁠(d) de Lincoln Near-Earth Asteroid Research. 
Obiectul prezintă o orbită caracterizată de o semiaxă mare de 3,0065555 UAi, o excentricitate de 0,05, o înclinație de 1,006 ° în raport cu ecliptica.